# 泰德·休斯
埃德華·詹姆斯·休斯，OM（Edward James Hughes，1930年8月17日—1998年10月28日），常稱特德·休斯（Ted Hughes），是英國詩人和兒童文學作家。有人認爲他是同代人中最好的詩人。1984年被授予英國桂冠詩人稱號。他與美國著名女詩人西爾維亞·普拉斯的婚姻，以西爾維亞·普拉斯的自殺結束，而他銷毀了妻子的最後三年日記。
生於西約克郡一商人家庭。